# Маяк Уэст-Пойнт
Маяк Уэст-Пойнт (англ. West Point Light), также известный как маяк Парка Дискавери (англ. Discovery Park Lighthouse) — маяк, в самой западной точке города Сиэтл на северном входе в залив Эллиотт-Бей, округ Кинг, штат Вашингтон, США. Построен в 1881 году. Автоматизирован в 1985 году.

## История
Интенсивность судоходства в заливе Эллиотт-Бей, где расположен крупнейший город штата Сиэтл, постоянно увеличивалась. 14 июня 1880 года Конгресс США выделил 10 000$ на строительство противотуманного сигнала, а дополнительным указом от 3 марта 1881 разрешил использовать эти средства и для строительства маяка. Строительство началось 6 июля 1881 года и завершилось в том же году. Маяк представлял собой квадратную кирпичную башню высотой 3 метра. Он был построен по тому же проекту, что и маяк Пойнт-Но-Пойнт. Также была построена деревянная противотуманная колокольня. В 1887 году колокольню заменили на более современную систему, для которой построили отдельное здание, а также был построен дополнительный дом для помощника смотрителя. В 1985 году Береговая охрана США автоматизировала маяк.
16 августа 1977 года маяк был включён в Национальный реестр исторических мест.
В 2004 году маяк был передан в собственность города Сиэтл, в 2010 маяк был отреставрирован, дом смотрителя также был отреставрирован годом позже, и в настоящее время комплекс является частью парка Дискавери.